# Восточное викариатство
Восточное викариатство — викариатство Московской епархии Русской православной церкви, объединяющее благочиния в Восточном административном округе города Москвы. Включает в себя два благочиния — Воскресенское и Рождественское.
Викариатство образовано 27 декабря 2011 года.
Управляющий Восточным викариатством — епископ Егорьевский Мефодий (Зинковский) (с 2024 года).

## Управляющие архиереи
- Александр (Агриков) (22 декабря 2010 — 28 декабря 2011), еп. Дмитровский, викарий Московской епархии — окормлял приходские храмы на территории Восточного административного округа города Москвы (Преображенское благочиние)[3]
- Игнатий (Пунин) (31 декабря 2011 — 16 марта 2013) в/у, еп. Бронницкий, викарий Патриарха Московского и всея Руси[2]
- Пантелеимон (Шатов) (16 марта 2013 — 3 сентября 2024), еп. Верейский, викарий Патриарха Московского и всея Руси[4]
- Мефодий (Зинковский) (c 3 сентября 2024), еп. Егорьевский, викарий Патриарха Московского и всея Руси

## Воскресенское благочиние
Включает следующие районы Восточного административного округа: Сокольники, Богородское, Метрогородок, Преображенское, Соколиная Гора, Гольяново, Восточный, Северное Измайлово.
Благочинный — протоиерей Александр Дасаев, настоятель храма Воскресения Христова в Сокольниках.

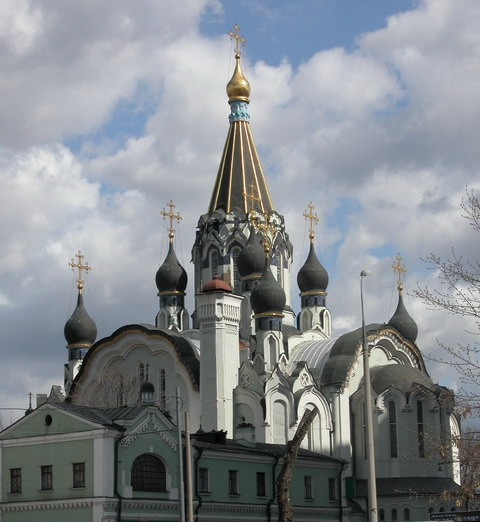
Храм Воскресения Христова в Сокольниках
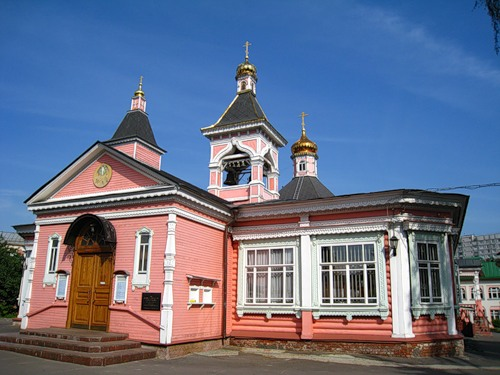
Храм Преображения Господня в Богородском
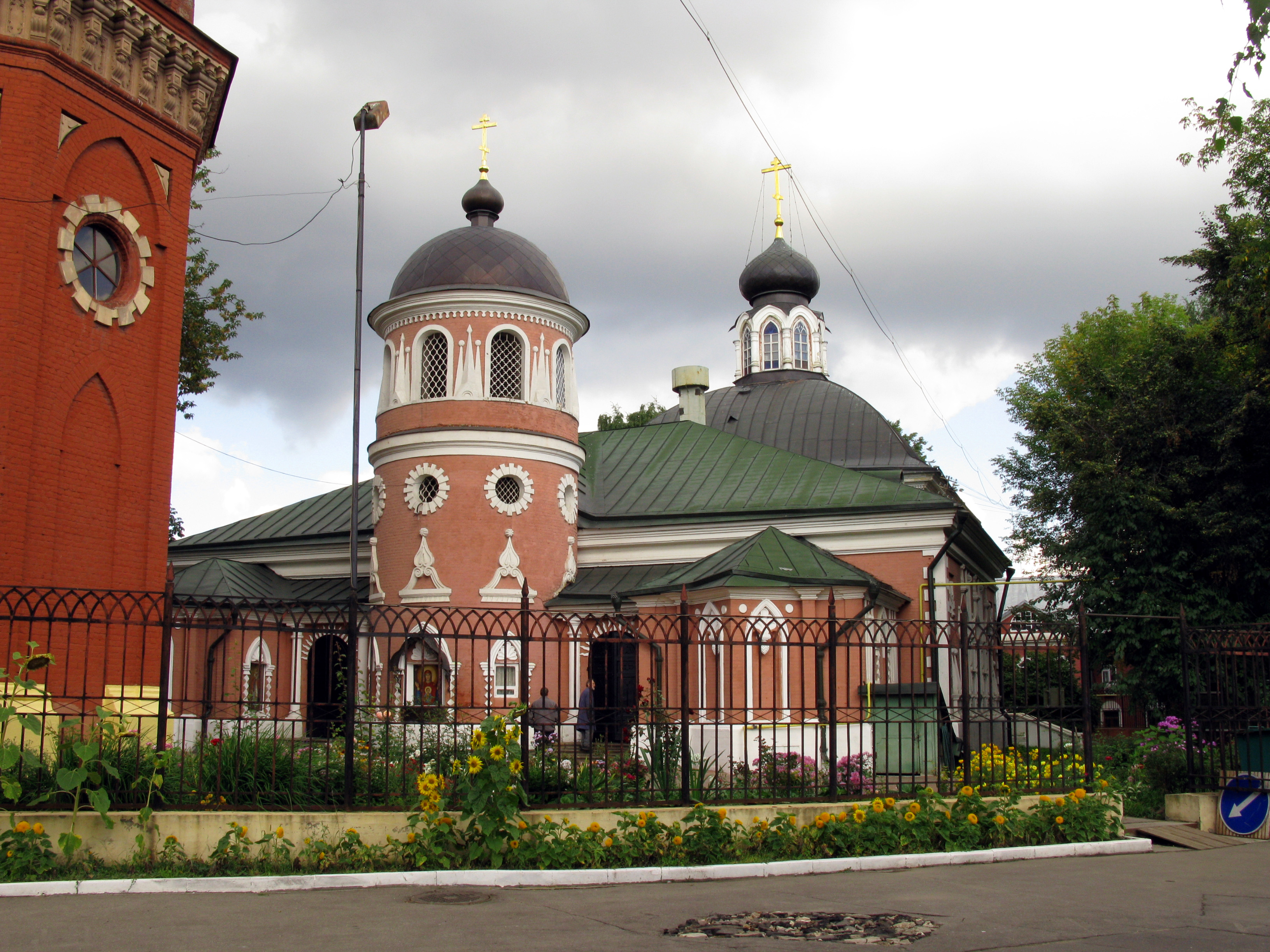
Храм святителя Николая на Преображенском кладбище

Храмы Воскресенского благочиния:
- Храм Воскресения Христова в Сокольниках (Сокольническая площадь, д. 5/52, стр. 4).
- Храм преподобных Зосимы и Савватия в Гольянове (Байкальская ул., д. 37а).
- Храм Преображения Господня в Богородском (Краснобогатырская ул., д. 17).
- Храм Преображения Господня в Преображенском (Преображенская площадь, д. 9А).
- Храм Рождества Иоанна Предтечи в Сокольниках (Колодезный пер., д. 2а).
- Храм святителя Николая на Преображенском кладбище (ул. Преображенский вал, 25).
- Храм Димитрия Солунского в посёлке Восточный (пос. Восточный, Главная ул., д. 1а).
- Храм Воскресения Христова на бывшем Семёновском кладбище (Измайловское шоссе, д. 2).
- Храм Димитрия Солунского на Благуше (ул. Ибрагимова, д. 6а).
- Храм Ильи Пророка в Черкизове (Большая Черкизовская ул., д. 17).
- Храм Тихона Задонского в Сокольниках (Парк Сокольники, Майский просек, вл. 5, стр. 1).
- Храм преподобного Александра Свирского (ул. Гаражная, вл. 3).

## Рождественское благочиние
Включает следующие районы Восточного административного округа: Восточное Измайлово, Измайлово, Перово, Ивановское, Новогиреево, Вешняки, Новокосино, Косино-Ухтомский.
Благочинный — протоиерей Иоанн Ермилов, настоятель храма Казанской (Песчанской) иконы Божией Матери в Измайлове.

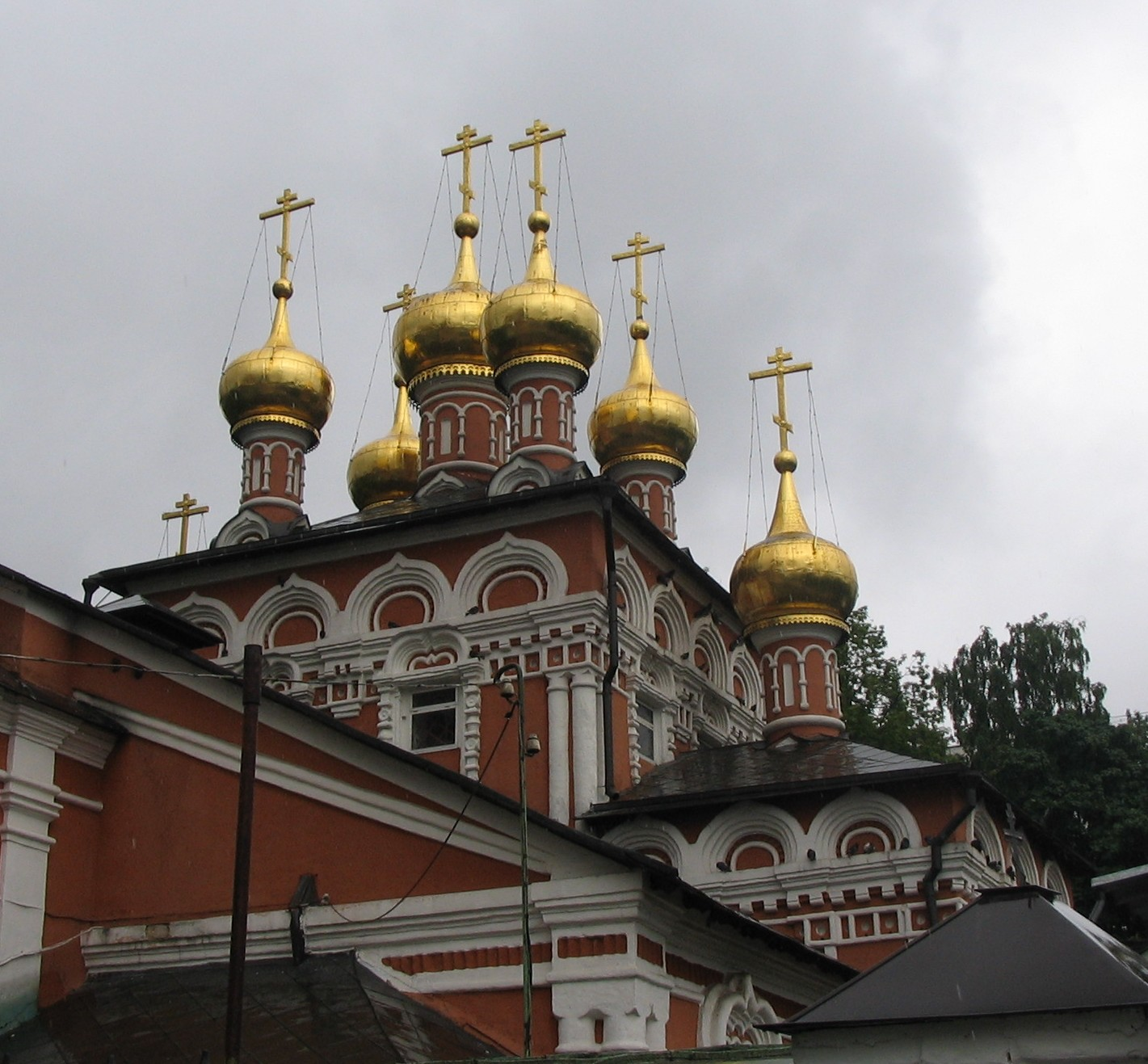
Храм Рождества Христова в Измайлове
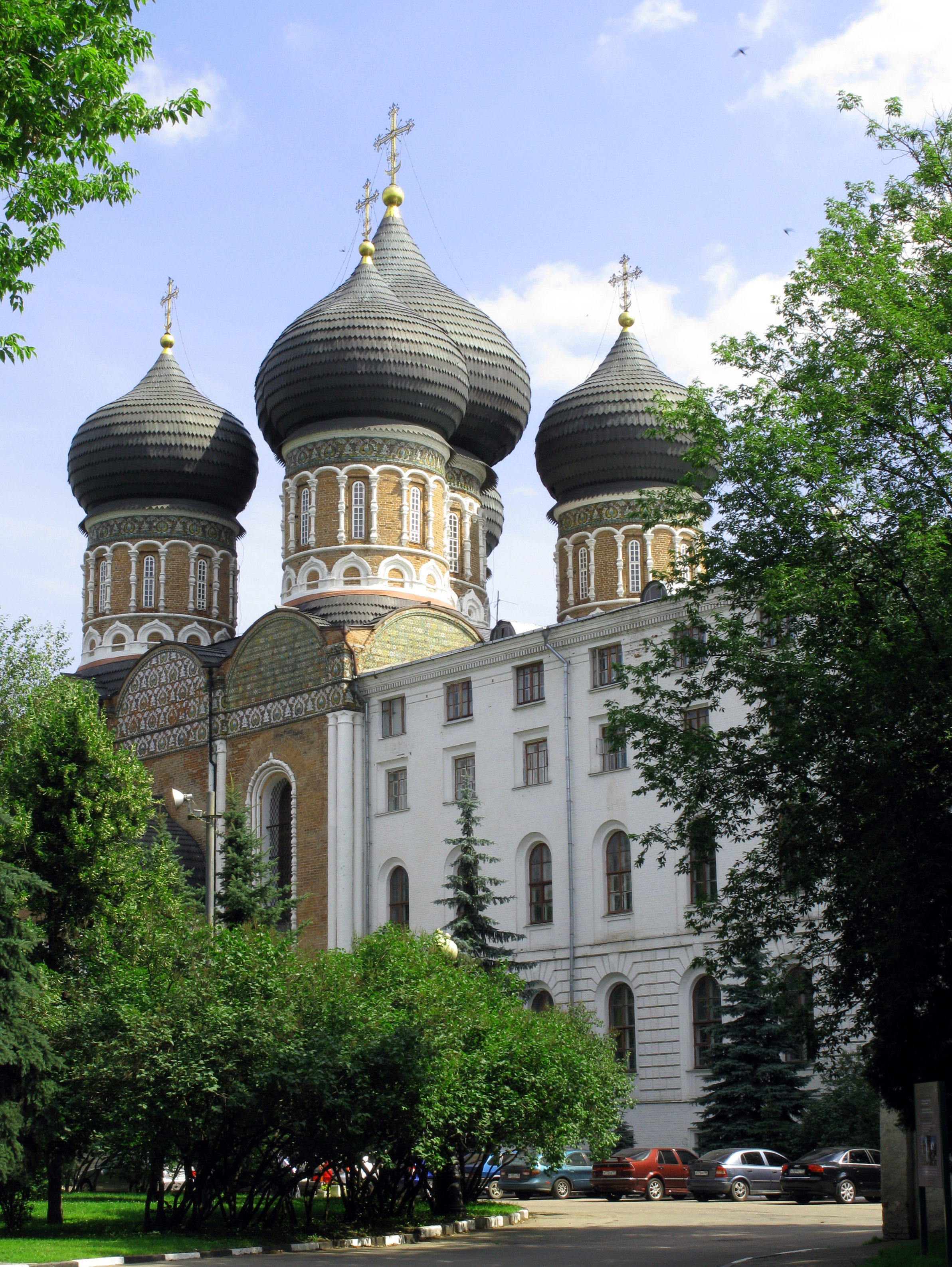
Храм Покрова Богородицы в Измайлове
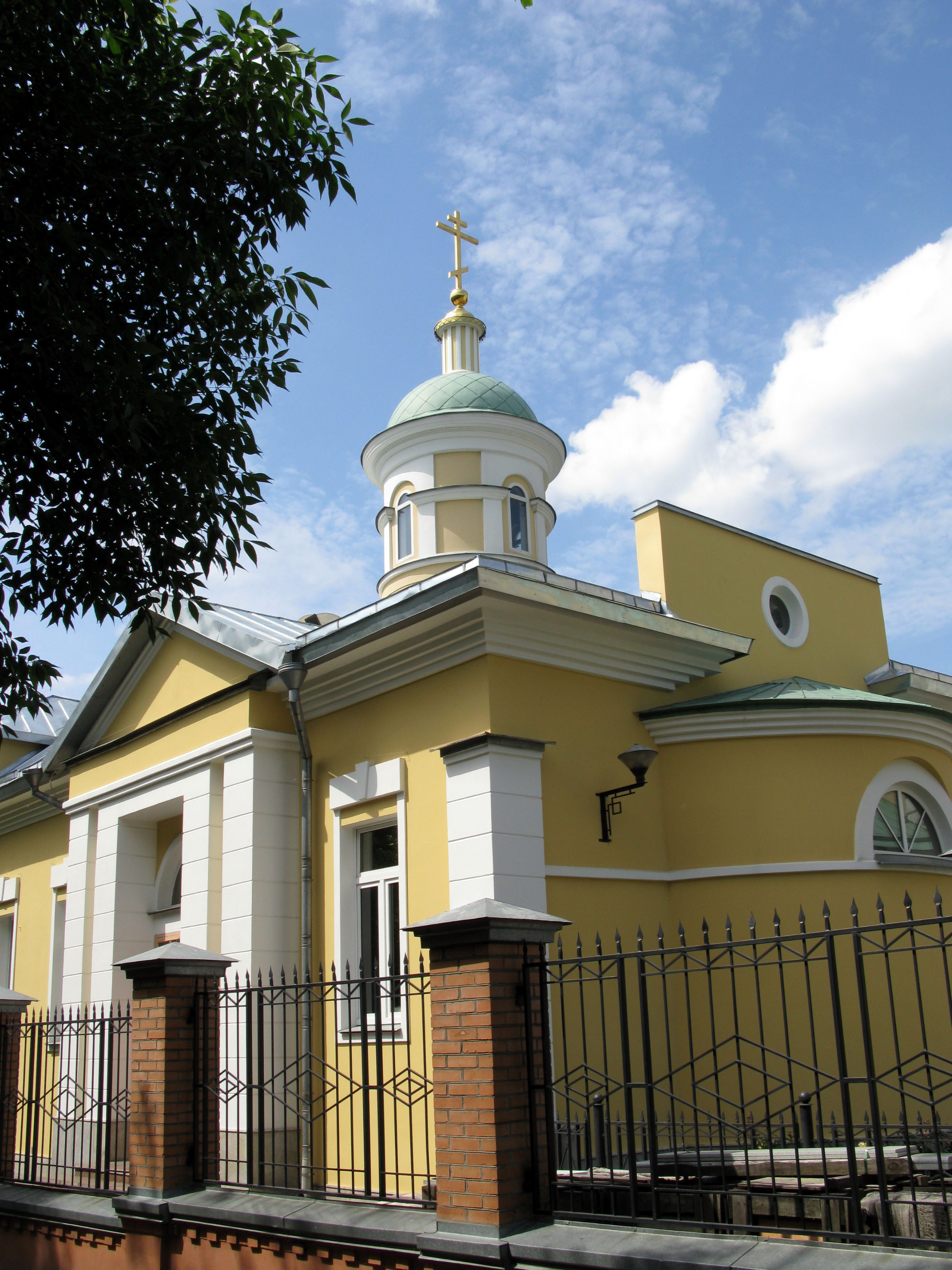
Храм Рождества Иоанна Предтечи в Ивановском